# Haswell (Colorado)
Pour les articles homonymes, voir Haswell.
Haswell est une ville américaine située dans le comté de Kiowa dans le Colorado.
Selon le recensement de 2010, Haswell compte 68 habitants. La municipalité s'étend sur 0,85 milles carrés (2,2 km2).
Haswell fait partie des localités nommées par Helen Miller Shepard, fille de Jay Gould, lors de la construction du Missouri Pacific Railroad en 1888. Ces localités ont la particularité d'être nommées dans l'ordre alphabétique, Haswell se trouvant entre Galatea et Inman.

## Démographie
| 1930 | 1940 | 1950 | 1960 | 1970 | 1980 |
| ---- | ---- | ---- | ---- | ---- | ---- |
| 156  | 163  | 163  | 169  | 135  | 126  |

| 1990 | 2000 | 2010 | - | - | - |
| ---- | ---- | ---- | - | - | - |
| 62   | 84   | 68   | - | - | - |